# Jaws Brewery
Jaws Brewery — российский крафтовый производитель пива. Компания основана в 2008 году в городе Заречном Свердловской области. Компания также имеет сеть баров Jawsspot.

## История
В 2008 года предприниматели Елсуков Владимир Михайлович и Елсуков Михаил Иванович переоборудовали в пивоварню заброшенную прачечную в городе Заречном Свердловской области. В первые годы работы пивоварня специализировалась на производстве немецких и чешских классических стилей пива.
В 2012 году компания выпустила индийский бледный эль под брендом «Атомная прачечная», в честь Белоярской АЭС, которая находится в Заречном.
В конце 2013 года компания запустила пивоварню в посёлке Белоярском.
В 2016 году, согласно рейтингу международной пивной соцсети Untappd, «Атомная прачечная», была ведущим российским крафтовым пивом. Осенью 2016 года компания опубликовала рецепты самых популярных сортов.
В 2019 году Росалкогольрегулирование арестовало 130 тонн пива Jaws Brewery. Регулятор заподозрил производителя в нарушении правил производства и оборота алкогольсодержащей продукции, когда зафиксировал, что данные не загружаются предприятием в систему ЕГАИС автоматически. Позже арест был снят.

## Показатели
В 2016 году компания производила около 100 тонн пива ежемесячно. В 2018 году этот показатель составил 160 тонн в месяц.
По итогам 2017 года ООО «Эталон-Продукт», которое оперирует брендом Jaws Brewery, получило чистую прибыль в 59 млн рублей.